# 游泳世界杯
世界泳联游泳世界杯是由世界水上运动组织的競技游泳比赛。世界泳联游泳世界杯于1988年首次举办，此後於每年8月至11月間举行。該賽事有獎金。